# Уютненское сельское поселение (Крым)
Уютненское се́льское поселе́ние (укр. Уютненське сільське поселення, крымскотат. Уютное кой юрту, Отар Мойнакъ кой юрту) — муниципальное образование в составе Сакского района Республики Крым России.
Поселение включает 1 населённый пункт — село Уютное

## География
Поселение расположено на западе района, в степном Крыму. Примыкает на востоке и юге к Евпатории, граничит на западе с Молочненским и на севере с Суворовским сельскими поселениями.
Площадь поселения 50,59 км².
Основная транспортная магистраль: автодорога 35Н-482 Евпатория — Молочное (по украинской классификации — автодорога С-011235).

## Население
| 2001  | 2014  | 2015  | 2016  | 2017  | 2018  | 2019  |
| ----- | ----- | ----- | ----- | ----- | ----- | ----- |
| 3989  | ↗4735 | ↗4745 | ↘4734 | ↘4720 | ↗4754 | ↗4781 |
| 2020  | 2021  |       |       |       |       |       |
| ↗4914 | ↘4501 |       |       |       |       |       |

## История
Время создания Отар-Мойнакского сельсовета пока не установлено, известно лишь, что на 1940 год он уже существовал в составе Евпаторийского района Крымской АССР. Указом Президиума Верховного Совета РСФСР от 21 августа 1945 года Отар-Мойнакский сельсовет был переименован в Уютненский. С 25 июня 1946 года сельсовет в составе Крымской области РСФСР, а 26 апреля 1954 года Крымская область была передана из состава РСФСР в состав УССР. Время упразднения сельсовета и включения села в состав Ромашкинского пока не установлено: на 15 июня 1960 года село уже числилось в его составе. 1 января 1965 года, указом Президиума ВС УССР «О внесении изменений в административное районирование УССР — по Крымской области», Евпаторийский район был упразднён и сельсовет включили в состав Сакского (по другим данным — 11 февраля 1963 года). К 1968 году сельсовет был восстановлен и в него входило 4 населённых пункта:

| - Заозёрное - Лимановка | - Песчанка - Уютное |

К 1977 году Заозёрное и Песчанка были переподчинены Евпаторийскому горсовету, а Лимановка упразднена и в совете осталось единственное село.
С 12 февраля 1991 года сельсовет в восстановленной Крымской АССР, 26 февраля 1992 года переименованной в Автономную Республику Крым. С 21 марта 2014 года в составе Крыма аннексировано Россией. Законом «Об установлении границ муниципальных образований и статусе муниципальных образований в Республике Крым» от 4 июня 2014 года территория административной единицы была объявлена муниципальным образованием со статусом сельского поселения.